# Eucampsipoda latisternum
Eucampsipoda latisternum är en tvåvingeart som beskrevs av Stekhoven och Johann Dietrich Franz Hardenberg 1938. Eucampsipoda latisternum ingår i släktet Eucampsipoda och familjen lusflugor. Inga underarter finns listade i Catalogue of Life.